# Ultra High Definition Television

Offizielles Logo für Ultra HD

Bildschirmgröße verschiedener Auflösungen bezogen auf gleiche Pixelgröße, in Bezug auf die Pixelgröße von NTSC

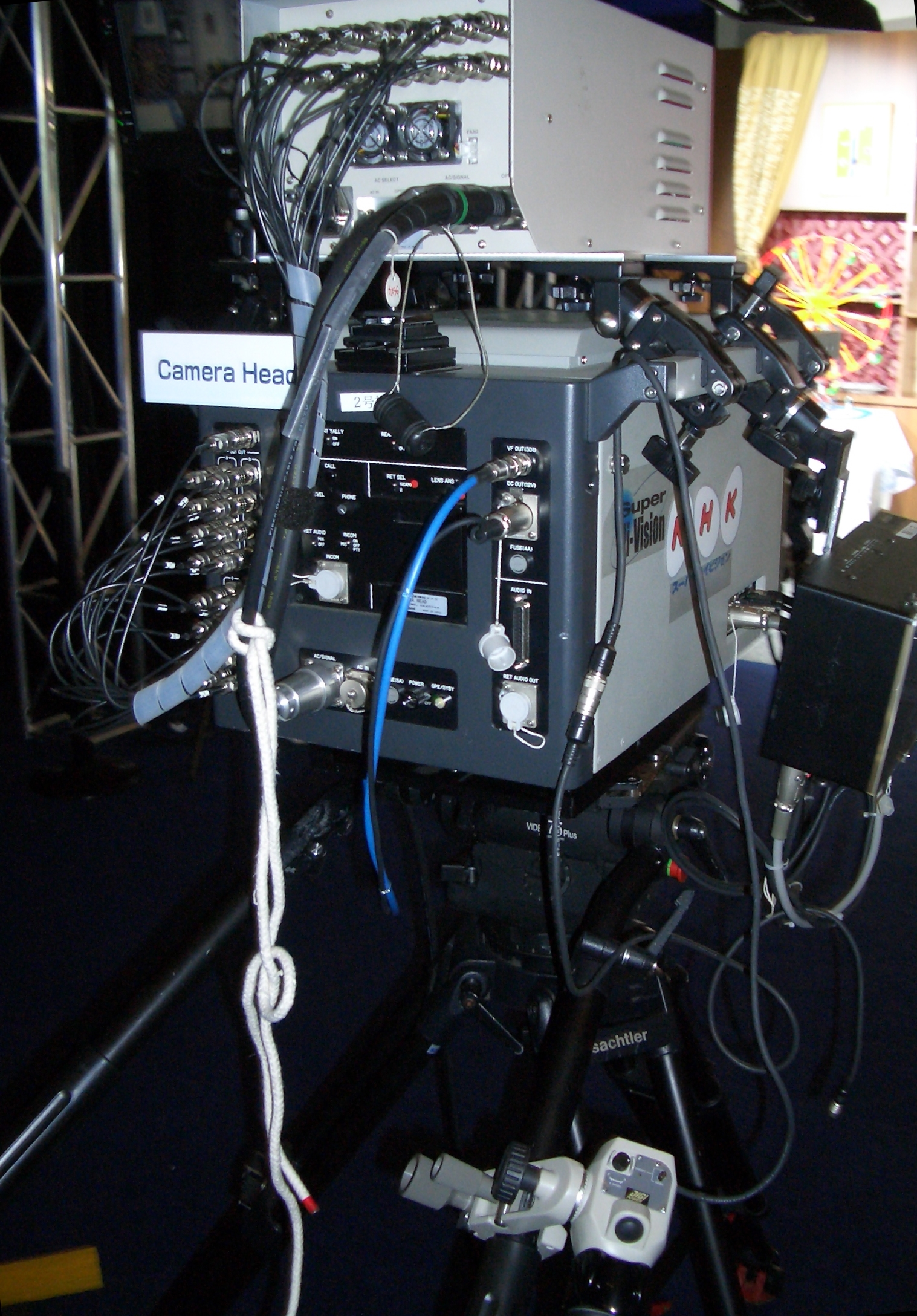
8K-Kamera (Prototyp)

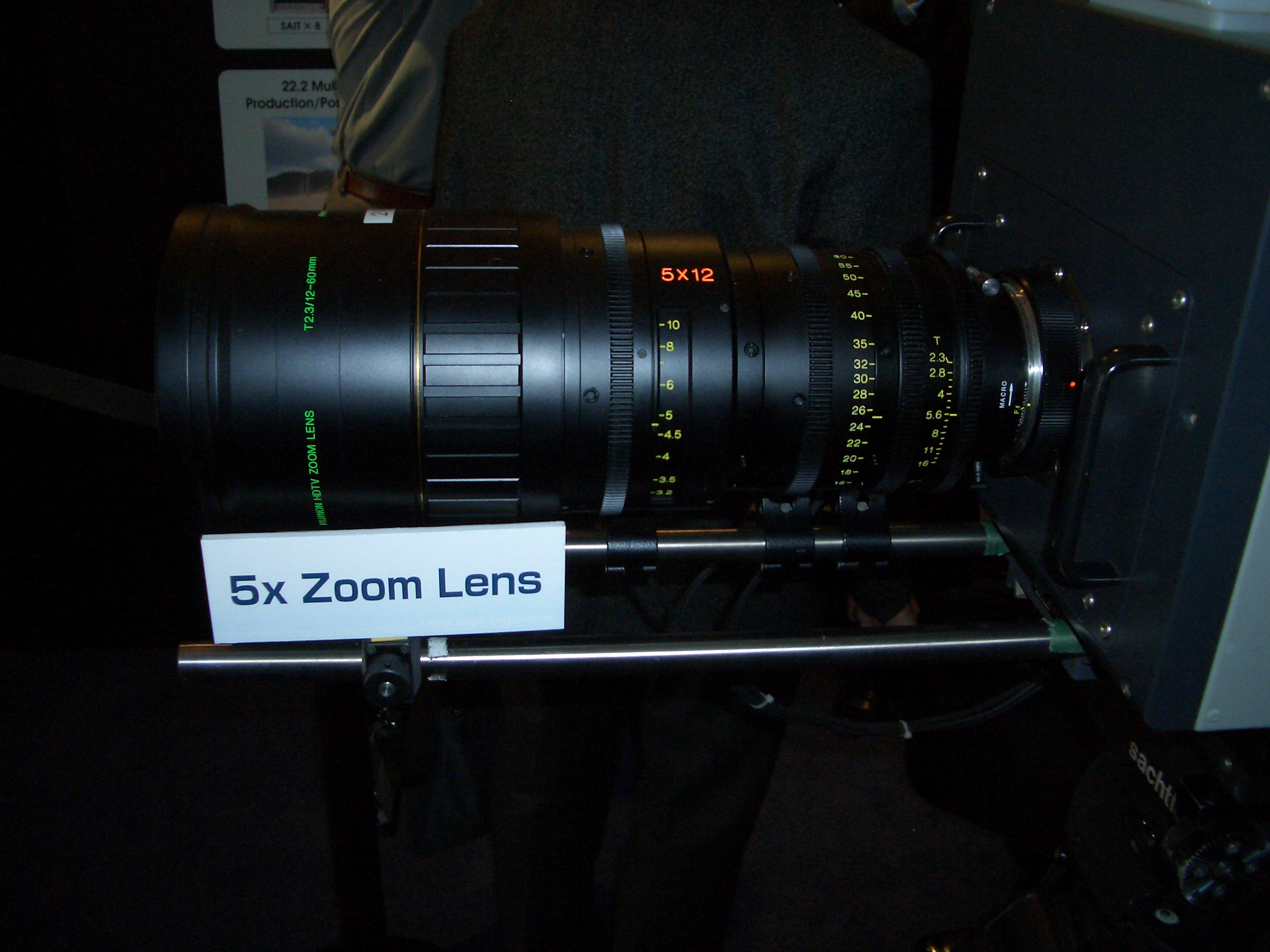
NHK-Objektiv für 8K-Kamera

Ultra High Definition Television (UHDTV oder Ultra HDTV) und Ultra High Definition Video (UHDV) bezeichnen ein digitales Videoformat, welches zwei Bildauflösungen (gleiche Zeilenzahl wie 4K und 8K, jedoch im Bildseitenverhältnis 16:9) umfasst. In Japan wird das 8K-Format auch Super Hi-Vision (スーパーハイビジョン, Sūpāhaibijon; SHV) genannt. Für 8K UHD gibt es auch die Bezeichnungen FUHD oder Full UHD.

## Details
Die in Genf ansässige UN-Sonderorganisation Internationale Fernmeldeunion (englisch International Telecommunication Union, ITU) konnte sich nicht auf eine Pixelanzahl einigen, daher wurden der Bezeichnung UHD gleich zwei Videoauflösungen zugeordnet. Im Mai 2012 wurde UHD als Standard vorgeschlagen. An der Erarbeitung beteiligt sind unter anderem die italienische RAI, die britische BBC und die japanische Rundfunkgesellschaft NHK in Zusammenarbeit mit der dortigen Geräteindustrie.
Das weltweit operierende Digital Video Broadcasting Consortium hat Anfang Juli 2014 wichtige Parameter eines UHD-Sendeformates verabschiedet. Das Format UHD-1 Phase 1 erlaubt nun 3840 × 2160 Pixel bei Bildwechselraten von bis zu 60 Bps und durch 10 Bit pro Pixel einen massiv erhöhten Bildkontrast. Erst bei UHD-1 Phase 2 wird später auf einen vergrößerten Farbraum nach ITU-R-Empfehlung BT.2020 bei maximal 120 Bps (HFR) und max. 22.2-Kanal-Ton erweitert.
- Auflösung: 3840 × 2160 (UHD-1) oder 7680 × 4320 Pixel (UHD-2)
- Bildrate: max. 120 Hz[2]
- Farbquantisierung: 10 Bit oder 12 Bit mit 4:2:2-Farbunterabtastung (HD: 4:2:0)
- Ton: 22.2-Kanal[3]
  - 9 von oben
  - 10 auf Ohrhöhe
  - 3 von unten
  - 2 für Effekte im Bass-Bereich.

### UHD-1
Ursprünglich wurde der Begriff 4K-Auflösung für 4096 × 2160 Pixel benutzt, aus dem Kinobereich abgeleitet. Die Hersteller bezeichnen Fernsehgeräte mit 3840 × 2160 Pixeln jedoch heute durchgängig mit 4K.

### UHD-2
8K mit 7680 × 4320 Pixeln löst in Höhe und Breite jeweils viermal so fein auf wie Full HD, die Pixelzahl ist somit sechzehnmal so hoch und benötigt eine Datenrate von 24 Gbit/s. UHDTV bietet damit eine höhere Auflösung als 35-mm-Film und wird zur Bezeichnung von Linsen, Kameras, Projektoren, Displays und Rekordern genutzt. UHDTV verwendet maximal rund 33,2 Megapixel, der Nutzen der höheren Auflösung wird einerseits mit den immer größer werdenden Bildschirmdiagonalen und andererseits mit der sogenannten Hyper-Sehschärfe begründet.
Die im UHDTV definierte Bildwiederholungsrate von max. 120 Vollbildern pro Sekunde liegt auch deutlich höher als die bei IMAX-HD und DCI 48P (48 Vollbilder pro Sekunde) verwendete Rate. Weiterhin soll in die Übertragungen die Information für eine weitaus breitere Palette an Farben eingebettet werden können.

## Inhalte
Das eigentliche Problem von UHDTV lag am Anfang, ähnlich wie bei der 3D-Technologie (bereits durch mangelnde Nachfrage eingestellt), in den fehlenden Inhalten für den Bereich Heimkino und Unterhaltungselektronik. Zur IFA 2014 sind allerdings schon vereinzelte Erfahrungen mit Netflix-UHD-Streaming aus USA vorhanden (Internet-Zugang mit mindestens 25 Mbit/s erforderlich), und ein deutscher Ableger wurde kurzfristig angekündigt. Diverse Consumer-Videokameras liefern neben den Profi-Exemplaren reichlich „4k“-Material für YouTube, wenn auch dort nur mit max. 20 Mbit/s als .mp4-Datei codiert. Für Original-Qualität aus einer Sony-AX100 ist bei 60 Mbit/s ein Cloud-Anbieter vorzuziehen.

### Anschlüsse
UHD-1 (4k) benötigt mehr als 10,2 Gigabit pro Sekunde, weshalb HDMI in der Version 2.0 bis zu 18 Gigabit pro Sekunde liefern kann. Das aus 88 verschiedenen Unternehmen aus der Elektronikbranche bestehende HDMI-Forum hat in einer Pressemitteilung im September 2013 bekanntgegeben, dass die Spezifikationen der zweiten HDMI-Generation, also HDMI 2.0, verabschiedet worden sind. Hauptänderung ist die Anhebung der maximalen Bandbreite auf 18 GBit/s, wodurch Ultra-HD-Inhalte mit 60 Bildern pro Sekunde wiedergegeben werden können.
Allerdings wurde übergangsweise auch eine kleinere Datenrate mit der niedrigen Farbquantisierung 8 Bit und 4:2:0 erlaubt, um vorhandene HDMI-1.4-Chips nutzen zu können. Eine weitere Hürde stellt die neue Kopierschutz-Norm HDCP-2.2 dar, die in vollwertigen HDMI-2.0-Anschlüssen vorgeschrieben ist.

### Blu-ray
Der japanische Elektronikkonzern Panasonic präsentierte im April 2014 den weltweit ersten 4k-Blu-Ray-Player, der eine native 4K-(60p)-Auflösung realisieren kann. Die Übertragung der Daten vom Player zum UHD-fähigen Monitor bzw. Fernseher (jeweils mit 4k-Auflösung) erfolgt entweder via DisplayPort oder dem im September 2013 vom HDMI-Forum (einem aus 88 verschiedenen Unternehmen aus der Elektronikbranche bestehenden Planungsgremium) beschlossen und verabschiedeten neuen Übertragungs-Standard: HDMI 2.0. Ältere Blu-ray-Filme (meist in Full HD) können mit neueren Blu-ray-Playern durch spezielle Upscale-Verfahren in eine 4k-Auflösung hochskaliert werden, um eine fast echte 4k-Auflösung zu realisieren.
In der zur IFA 2014 veröffentlichten UHD-Blu-ray-Disc-Norm ist eine Mindest-Farbtiefe von 10 Bit vorgesehen, was bei 4k@50/60p ca. 14,93 GBit/s Datenrate erfordert.

### Streaming
Streaming-Portale mit Filmen in höherer Auflösung als Full-HD gibt es bisher neben Netflix unter anderem von Sony. Der erste 4K-Media-Player soll erstmals für 700 Dollar in den USA verfügbar sein. Der Media-Player von Sony (FMP-X1) besitzt eine 2-TByte-Festplatte. Es kommt bereits ab Werk mit diversen Kurz- und zehn Spielfilmen in 4K-Auflösung: Total Recall in der Neuverfilmung, Bad Teacher, The Karate Kid, The Amazing Spider-Man, That’s My Boy, Taxi Driver, Battle Los Angeles, The Other Guys, The Bridge on the River Kwai sowie Salt. Zusätzliche Inhalte können via externe Festplatte an eine der zwei USB-Schnittstellen und per SD-Speicherkarte nachgeliefert werden. Neben Videomaterial per Festplatte befüllt Sony seinen Ultra-HD-Player FMP-X1 auch per Online-Stream. Ebenso bislang nur für die USA geplant, startet der Konzern im Herbst 2013 sein hauseigenes Video-on-Demand-Angebot in 4K-Auflösung. Mit rund 8 Dollar pro ausgeliehenem Film fällt dies etwa doppelt so teuer aus wie derzeit in Full-HD-Auflösung. Ein zweistündiger 4k-Film benötigt rund 100 GByte Speicherplatz. YouTube ermöglicht eine maximale Upload-Auflösung von 4096 × 3072 (12,6 Megapixel). Seit Ende 2013 kann YouTube die Videos auch in ihrer ursprünglichen Auflösung abspielen.
Seit April 2014 streamt das kalifornische Unternehmen Netflix seine Eigenproduktion House of Cards in 4K-Auflösung – wenige Wochen später folgte auch die Serie Breaking Bad. Seit dem deutschen Netflix-Start am 16. September 2014 sind diese auch in Deutschland auf 4K-TVs, jedoch nicht auf 4K-PCs verfügbar.
Amazon Video bietet seit 2015 ebenfalls 4K-Inhalte an. Vor allem Eigenproduktionen von Amazon werden in 4K angeboten. Bei Sky werden Filme und Serien in UHD über Sky On Demand jedoch nur in Verbindung mit Sky Q angeboten.

### Fernsehen
Der öffentliche japanische Fernsehsender NHK gab Anfang April 2014 im Rahmen der NAB 2014 in Las Vegas bekannt, dass aktuell geplant wird, UHD-2-Inhalte in 8k-Auflösung auf 8k-fähigen TV-Geräten im Jahr 2020[veraltet] übertragen zu können. Um die benötigte Bandbreite zur Verfügung zu haben, will NHK seine Satellitenausstrahlung ab 2016[veraltet] im 12-GHz- und ab 2020[veraltet] im 20-GHz-Band über Satellit ausstrahlen. Als das Format noch in der Erprobung war, konstruierten die Entwickler der NHK alle benötigten Geräte in enger Zusammenarbeit mit der Geräteindustrie. So verwendeten sie beispielsweise einen Cluster aus 16 HDTV-Videorekordern mit einer Gesamtkapazität von 3,5 Terabyte, um einen 18-minütigen Testfilm aufzunehmen. Die Kamera selbst wurde mit vier 64-mm-CCDs bestückt. Das System wurde in Museen in Japan und auf verschiedenen internationalen Messen wie der International Broadcast Conference, der NAB und der IFA präsentiert.
Der Sender BBC hat mit Hilfe der japanischen NHK ausgewählte Wettkämpfe der Olympischen Sommerspiele 2012 in UHD-2 (8k) gezeigt. Mangels entsprechender Fernseher oder anderer Wiedergabegeräte wurden in drei Public-Viewing-Areas Großbildschirme aufgestellt, die eine Höhe von rund 15 Metern hatten und 7680 × 4320 Pixel boten.
Der Fernsehsender Sky hat im September 2013 ein britisches Fußballspiel mit vier Sony-F55-Kameras in UHD-1(4k)-Auflösung aufgezeichnet.
Im Juni 2013 hat die deutsche Firma Futuretainment unter der Leitung der Dierks Studios und deren technischem Leiter Dennis Flüchter eine Live-Musikaufzeichnung mit fünf Sony-F55-Kameras unter Zuhilfenahme des HDSigns-Übertragungswagens der Bavaria in UHD-1 (4k) aufgezeichnet.
Zur Fußball-Weltmeisterschaft 2014 hat Sony in Kooperation mit dem Weltfußballverband FIFA insgesamt drei Spiele (jeweils ein Viertelfinale, ein Achtelfinale und das Finale) in UHD-1 mit 4k-Auflösung aufgezeichnet. Die Ultra-HD-Aufzeichnungen werden für einen offiziellen Film der FIFA über die Fußball-Weltmeisterschaft verwendet.
Die BBC hat im Rahmen eines Testlaufs drei in Ultra HD produzierte Spiele der Fußball-WM 2014 in Ultra HD/4k nach Großbritannien übertragen. Diese Spiele sollten in Ultra HD via DVB-T2 und parallel über das Internet an geeignete Fernsehgeräte in ausgewählten Entwicklungszentren der BBC gesendet werden. Für die Testausstrahlungen wurde der HEVC-Codec sowohl via DVB-T2 (London K35, Manchester K37 und Glasgow K35) als auch im Internet verwendet. Ein Viertelfinale und das Endspiel in Rio am 4. und 13. Juli wurden außerdem in UHD-1 (4k) auf 5° West für ein Kino in London übertragen, allerdings durchgängig verschlüsselt. Zur IFA Berlin 2014 strahlte SES Astra auf drei TV-Kanälen parallel UHD-1-Demo-Videos mit HEVC-Codierung aus, dabei waren auch Ausschnitte aus Sky-Testaufzeichnungen von Fußball-Bundesliga-Spielen zu sehen.
Im deutschsprachigen Raum werden UHD-Sender überwiegend über den Satelliten Astra 19,2° Ost verbreitet. Anfang Oktober 2016 starteten mit den linearen Sky Bundesliga UHD und Sky Sport UHD die ersten regelbetriebenen Sender in UHD. Neben den frei empfangbaren UHD1 by Astra sowie den beiden Shopping-Kanälen QVC UHD und QVC ZWEI UHD gibt es außerdem noch RTL UHD und Pro7Sat.1 UHD, die temporär und verschlüsselt senden.

## Kritik
Es wird kritisiert, dass die UHD-Technologie für Verbraucher in der Praxis hohe Beschaffungs- und Betriebskosten erzeugt, aber abgesehen vom größeren Spielraum bei der nachträglichen Bearbeitung und bei der Bildstabilisierung von Filmaufnahmen wenig Vorteile bietet. Die höhere Auflösung kann, sofern das verwendete Bildmaterial diese überhaupt liefert, nur genutzt werden, wenn man sich sehr nahe am Bildschirm befindet, was zum Beispiel in einem Leitstand von Vorteil sein kann, aber beim Filmgenuss kaum nützlich ist. Die Aufnahmegeräte zum Filmen arbeiten wegen der großen Datenmengen vergleichsweise langsam, was zum Ruckeln von Filmszenen oder zu mangelhafter beziehungsweise verzögerter  automatischer Scharfstellung bei den Kameras führen kann. Ferner wird die zur Datenverarbeitung der großen Datenmengen und für die höheren Datenübertragungsraten erforderliche Energie kritisiert. Es ergibt sich eine deutlich höhere Leistungsaufnahme der Aufnahme-, Bildverarbeitungs- und Wiedergabegeräte, und somit entstehen höhere Betriebskosten. Bei begrenzter Bandbreite für die Datenübertragung können weniger Filme gleichzeitig übertragen werden, und dies kann in der Folge Ursache für die Herabsetzung der Bildauflösung oder Bildqualität sowie von Verbindungsabbrüchen sein.

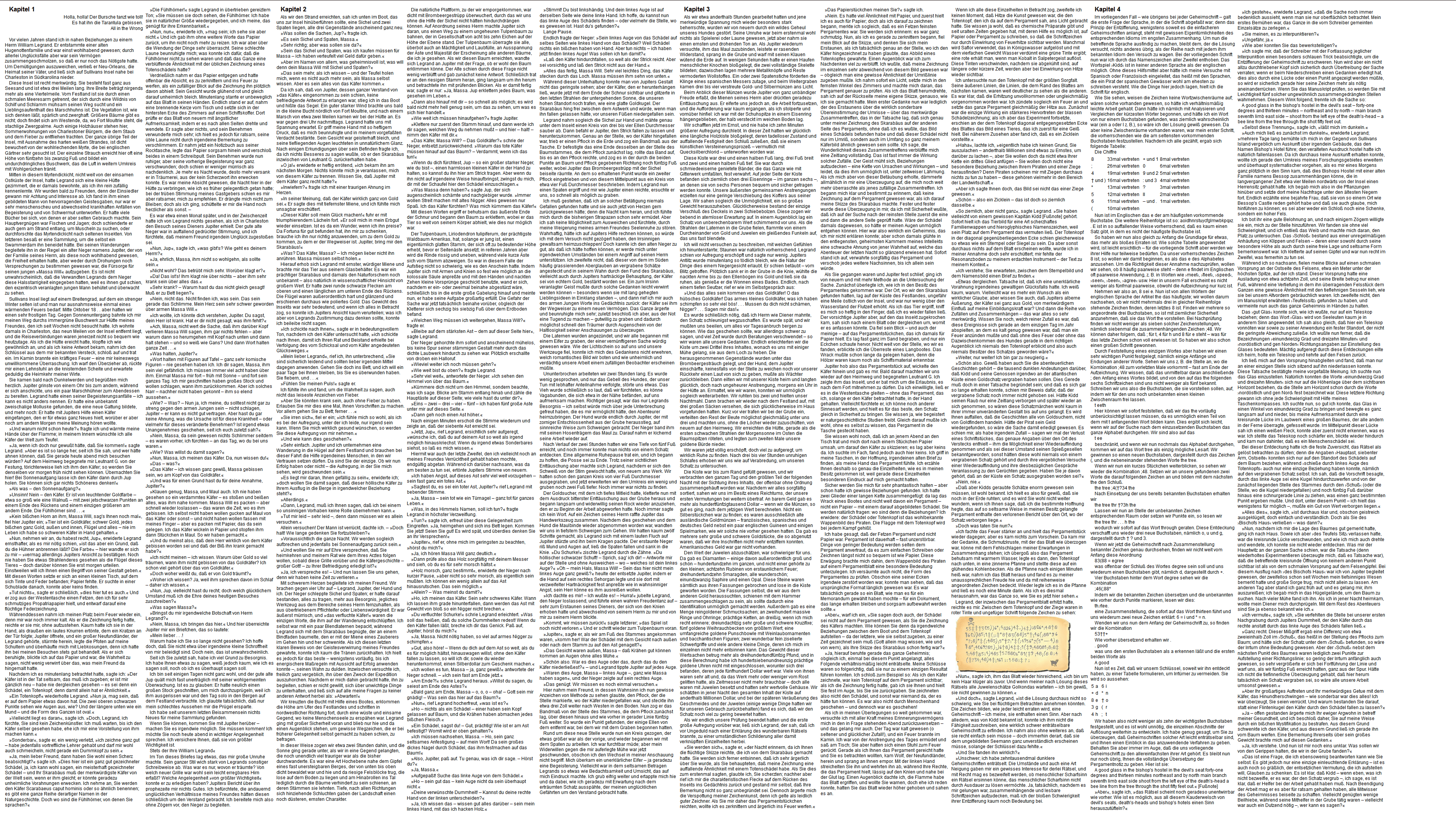
Bildschirmkopie eines UHD-Monitors. Es ist die gesamte Kurzgeschichte Der Goldkäfer von Edgar Allan Poe in lesbarer Schrift auf einmal zu sehen.

Die Organisation Digitaleurope hat ein offizielles UHD-Logo verabschiedet. Wer einen Fernseher kauft, auf dem dieses Logo prangt, soll die Garantie haben, ein optimal ausgestattetes und zukunftssicheres Gerät zu erwerben. In Wirklichkeit garantiert das Logo jedoch nicht einmal einen eingebauten HEVC-Decoder, obwohl man ohne diesen keine UHD-Fernsehprogramme sehen kann.

### Hardware-Voraussetzungen
Ein aktuelles UHD-Fernsehgerät sollte die folgende Ausstattung aufweisen:
- Auflösung 3840 × 2160 Pixel
- Unterstützung von Bildwiederholraten von 24, 50 und 60 Hz
- Upscaling
- Eingang HDMI 2.0 mit Kopierschutz HDCP 2.2 (erst ab HDMI 2.0a wird HDR unterstützt)
- Empfänger für DVB-T2, DVB-S2 oder DVB-C
- Decoder für H.265 HEVC
- (Internet-Anbindung)
- Farbtiefe: 10 bit
- Farbraum: (Wide Color Gamut), Eingangs-Signal: BT.2020
- Display-Darstellung: Mehr als 90 % des P3-Farbumfangs
- High Dynamic Range (HDR): SMPTE ST2084 EOTF
- Anforderungen an Leuchtdichte (Helligkeit vs. Schwarzwert):
  - entweder: mehr als 1000 cd·m−2 maximale Helligkeit und zugleich weniger als 0,05 cd·m−2 Schwarzwert
  - oder: mehr als 540 cd·m−2 maximale Helligkeit und zugleich weniger als 0,0005 cd·m−2 Schwarzwert